# Gushi (Henan)
Gushi is een stad in de provincie Henan in China. Gushi is gelegen in de prefectuur Xinyang en telt ongeveer 1.630.000 inwoners.